# Cleora acuata
Cleora acuata är en fjärilsart som beskrevs av Fletcher 1953. Cleora acuata ingår i släktet Cleora och familjen mätare. Inga underarter finns listade i Catalogue of Life.